# Lista de anfíbios ameaçados do Brasil
|  | Lista de anfíbios ameaçados do Brasil |  | Lista de aves ameaçadas do Brasil |  | Lista de mamíferos ameaçados do Brasil |  | Lista de répteis ameaçados do Brasil |  |

O Brasil possui uma lista oficial de espécies ameaçadas. De acordo com o Instituto Chico Mendes de Conservação da Biodiversidade (ICMBio) e o Ministério do Meio Ambiente (MMA) existem 40 espécies e subespécies de anfíbios brasileiros considerados ameaçados de extinção e uma extinta, utilizando os mesmos critérios e categorias adotadas pela União Internacional para a Conservação da Natureza e dos Recursos Naturais (IUCN). O estado de conservação de espécies ameaçadas podem ser os seguintes: vulnerável VU, em perigo EN, e criticamente em perigo CR. Frequentemente o estado de conservação não é o mesmo entre a lista do ICMBio e da IUCN. A seguinte lista é baseada na Portaria número 444, de 17 de dezembro de 2014, publicada no Diário Oficial da União.

## Lista de anfíbios ameaçados do Brasil - ICMBio e MMA (2014)

### OrdemAnura(sapos, rãs e pererecas)
Família Aromobatidae

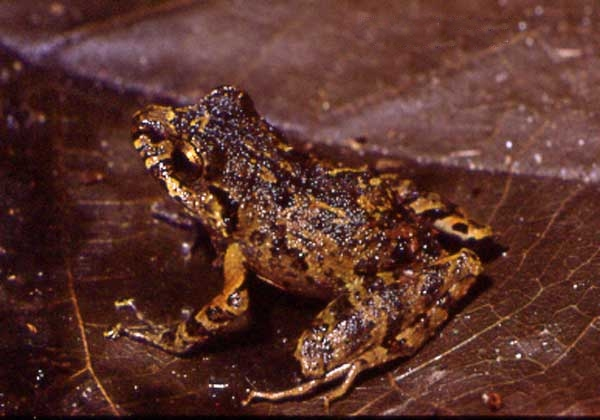
A rãzinha-do-folhiço-da-ilha (Ischnocnema manezinho) é uma espécie vulnerável segundo o ICMBio.

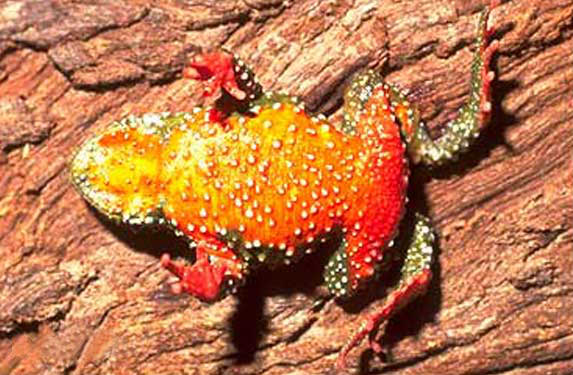
Melanophryniscus cambaraensis é uma espécie vulnerável e endêmica do Brasil.

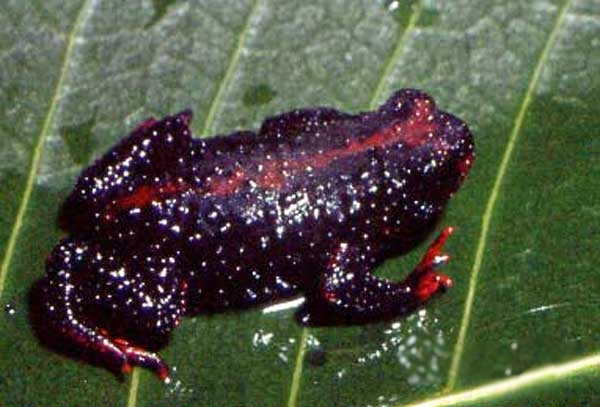
Melanophryniscus dorsalis é uma espécie vulnerável e endêmica do Brasil.

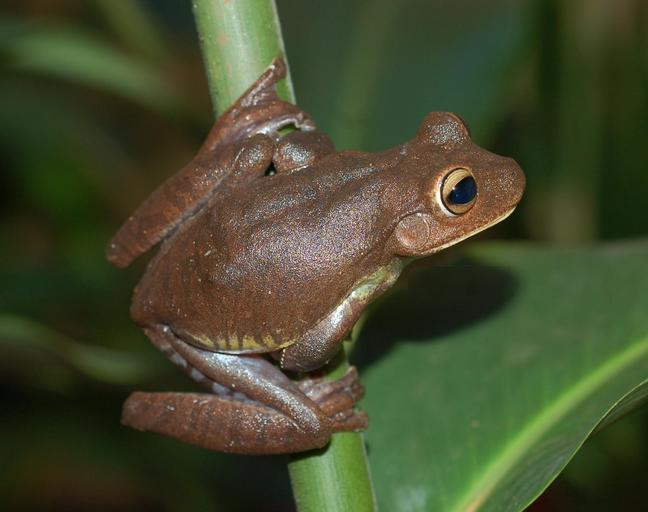
Bokermannohyla vulcaniae é uma espécie criticamente em perigo e endêmica de Minas Gerais.

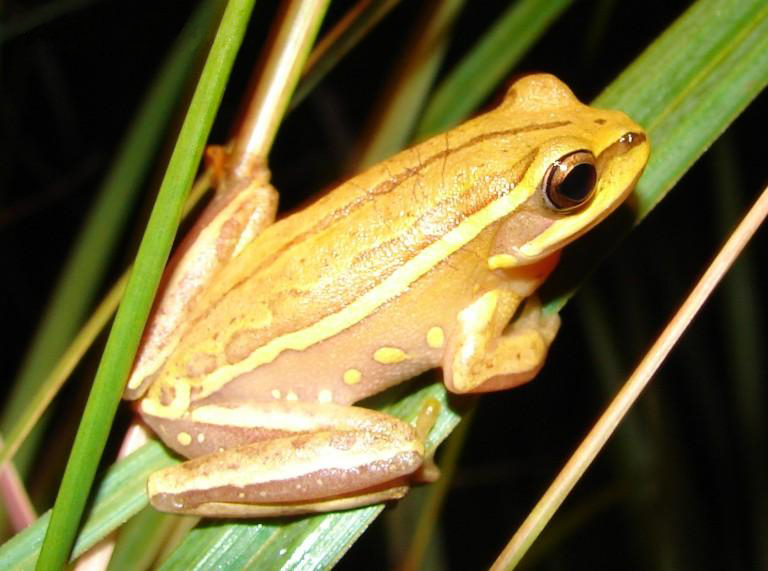
Hypsiboas semiguttatus é uma espécie em perigo.

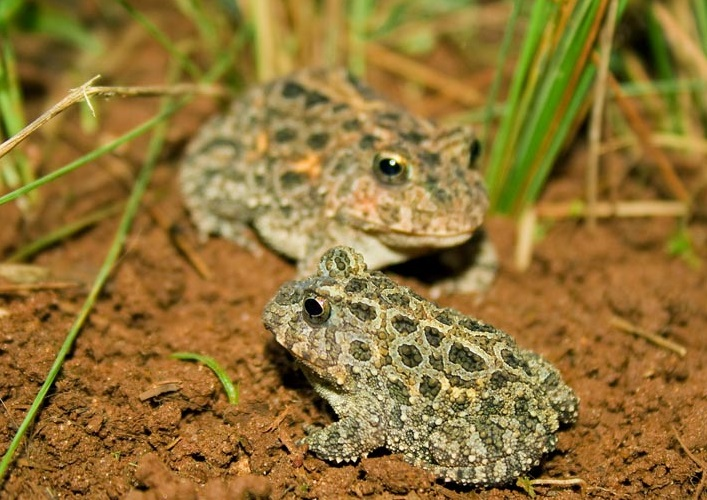
Proceratophrys moratoi é uma espécie em perigo endêmica do estado de São Paulo.

- Allobates brunneus (desconhecido) LC IUCN - Estado ICMBio CR
- Allobates goianus (desconhecido) DD IUCN - Estado ICMBio EN
- Allobates olfersioides (desconhecido) VU IUCN - Estado ICMBio VU

Família Brachycephalidae
- Brachycephalus pernix (desconhecido) DD IUCN - Estado ICMBio CR
- Ischnocnema manezinho (rãzinha-do-folhiço-da-ilha) NT IUCN - Estado ICMBio VU

Família Bufonidae (sapos)
- Melanophryniscus admirabilis (desconhecido) CR IUCN - Estado ICMBio CR
- Melanophryniscus cambaraensis (sapinho-verde) DD IUCN - Estado ICMBio VU
- Melanophryniscus dorsalis (desconhecido) VU IUCN - Estado ICMBio VU
- Melanophryniscus macrogranulosus (desconhecido) VU IUCN - Estado ICMBio EN
- Melanophryniscus setiba (sapinho-da-restinga) (NR) - Estado ICMBio CR

Família Craugastoridae
- Holoaden bradei (sapinho-manicure) CR IUCN - Estado ICMBio CR
- Holoaden luederwaldti (desconhecido) DD IUCN - Estado ICMBio EN

Família Cycloramphidae
- Cycloramphus diringshofeni (desconhecido) DD IUCN - Estado ICMBio CR
- Cycloramphus faustoi (desconhecido) CR IUCN - Estado ICMBio CR
- Cycloramphus ohausi (desconhecido) DD IUCN - Estado ICMBio EN
- Thoropa petropolitana (desconhecido) VU IUCN - Estado ICMBio EN
- Thoropa saxatilis (desconhecido) NT IUCN - Estado ICMBio VU

Família Eleutherodactylidae
- Adelophryne maranguapensis (desconhecido) EN IUCN - Estado ICMBio VU

Família Hylidae (pererecas)
- Agalychnis granulosa (desconhecido) LC IUCN - Estado ICMBio VU
- Aparasphenodon pomba (perereca) (NR) - Estado ICMBio CR
- Bokermannohyla vulcaniae (desconhecido) VU IUCN - Estado ICMBio CR
- Hypsiboas curupi (desconhecido) LC IUCN - Estado ICMBio VU
- Hypsiboas cymbalum (desconhecido) CR IUCN - Estado ICMBio CR
- Hypsiboas semiguttatus (desconhecido) LC IUCN - Estado ICMBio EN
- Phyllodytes gyrinaethes (desconhecido) DD IUCN - Estado ICMBio CR
- Phrynomedusa fimbriata (perereca-verde-de-fímbria) EX IUCN - Estado ICMBio EX
- Scinax alcatraz (perereca-de-alcatraz) CR IUCN - Estado ICMBio CR
- Scinax duartei (desconhecido) LC IUCN - Estado ICMBio VU
- Scinax faivovichi (desconhecido) CR IUCN - Estado ICMBio VU
- Scinax peixotoi (desconhecido) CR IUCN - Estado ICMBio CR
- Xenohyla truncata (perereca-frugívora) NT IUCN - Estado ICMBio EN

Família Hylodidae (pererecas)
- Crossodactylus dantei (desconhecido) DD IUCN - Estado ICMBio EN
- Crossodactylus lutzorum (desconhecido) DD IUCN - Estado ICMBio CR

Família Leptodactylidae
- Physalaemus caete (desconhecido) DD IUCN - Estado ICMBio EN
- Physalaemus maximus (desconhecido) DD IUCN - Estado ICMBio VU
- Physalaemus soaresi (rãzinha) EN IUCN - Estado ICMBio EN
- Paratelmatobius lutzii (rãzinha-de-barriga-colorida) DD IUCN - Estado ICMBio CR

Família Microhylidae
- Chiasmocleis alagoanus (desconhecido) NE - Estado ICMBio EN

Família Odontophrynidae
- Proceratophrys moratoi (desconhecido) CR IUCN - Estado ICMBio EN
- Proceratophrys palustris (sapo) DD IUCN - Estado ICMBio CR
- Proceratophrys sanctaritae (sapo-folha) (NR) - Estado ICMBio CR

### OrdemCaudata(salamandras)
Família Plethodontidae
- Bolitoglossa paraensis (salamandra) DD IUCN - Estado ICMBio EN